# São Pedro de France
São Pedro de France is een plaats (freguesia) in de Portugese gemeente Viseu en telt 1451 inwoners (2001).